# Gobiesox
Gobiesox – rodzaj ryb z rodziny grotnikowatych (Gobiesocidae).

## Klasyfikacja
Gatunki zaliczane do tego rodzaju:
| - Gobiesox adustus - Gobiesox aethus - Gobiesox barbatulus - Gobiesox canidens - Gobiesox cephalus - Gobiesox crassicorpus - Gobiesox daedaleus - Gobiesox eugrammus - Gobiesox fluviatilis - Gobiesox fulvus | - Gobiesox juniperoserrai - Gobiesox juradoensis - Gobiesox lucayanus - Gobiesox maeandricus - Gobiesox marijeanae - Gobiesox marmoratus - Gobiesox mexicanus - Gobiesox milleri - Gobiesox multitentaculus - Gobiesox nigripinnis | - Gobiesox papillifer - Gobiesox pinniger - Gobiesox potamius - Gobiesox punctulatus - Gobiesox rhessodon - Gobiesox schultzi - Gobiesox stenocephalus - Gobiesox strumosus - Gobiesox woodsi |  |

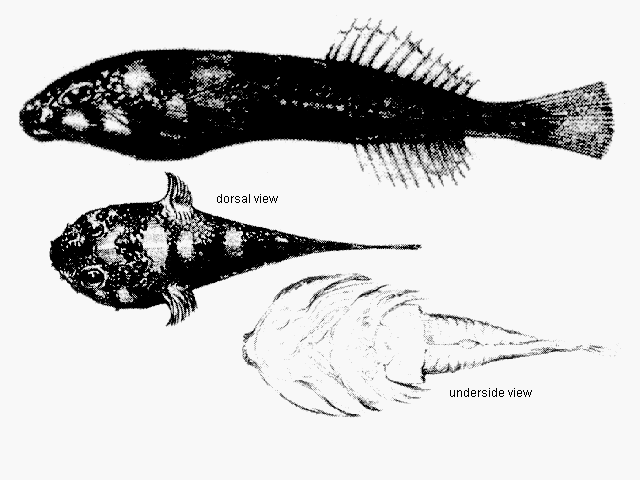
Gobiesox marmoratus
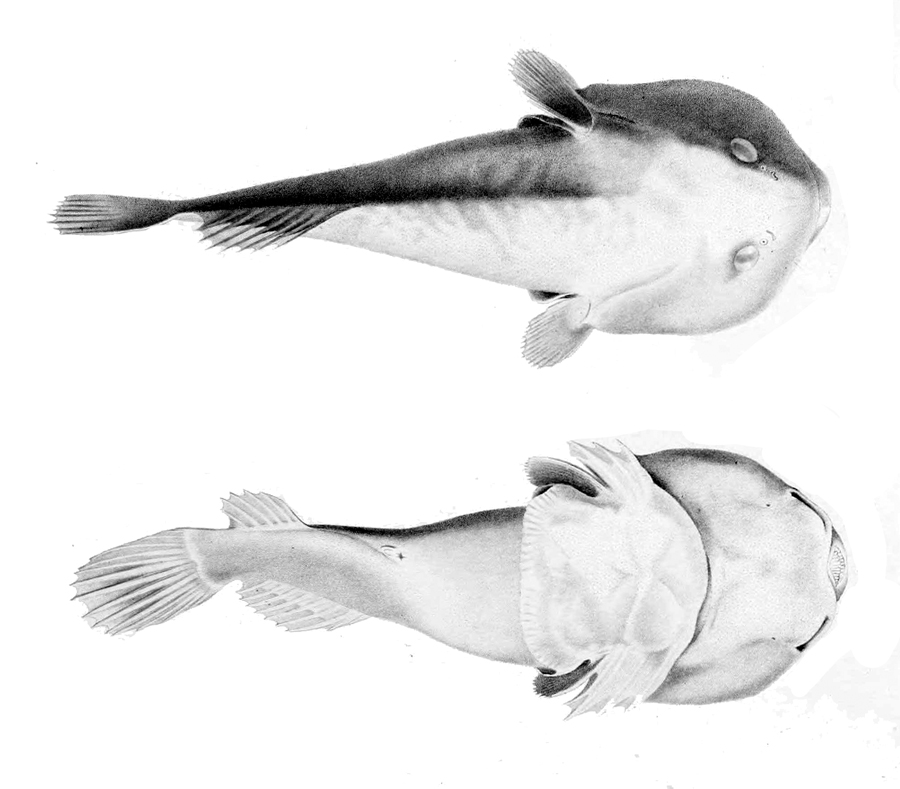
Gobiesox nudus